# 商館
商館（しょうかん）は、開港場・開市場の主に外国人居留地と呼ばれた地域内に設定された宿泊場と倉庫を兼ねた商業施設である。特定国の商人が1つの商館内に共住を義務付けられて自由な外出・取引が許されず、現地の政府より特許を受けた現地商人のみが商館を訪れて交易を行うことが許された。

## 概要
居留地そのものが現地の住民と外国人の自由な接触によってもたらされる様々な摩擦を回避するために、外国人を隔離する目的で設定したものである。商館の周囲には防壁が囲い、商館への人の出入りを監督する役人が派遣され、商館を設置している国側も商館内の管理を行うための役人を常駐させて、滞在する商人はその指示に従う義務があった。
商館のルーツはヘレニズム時代に遡り、インドにはギリシア・ローマによる商館施設があったとされている。11世紀には、イスラーム系のフンドゥクと呼ばれる商館がファーティマ朝の領土をはじめとして地中海に作られ、旅館と倉庫を一つにしたような構造を持っていた。この他にハーンやカイサリーヤなどの同様の機能の施設があった。12世紀のヨーロッパのフォンダコは、フンドゥクを語源としている。フォンダコはイスラーム勢力圏との接点にあったシリアとシチリアに出現したとされ、ヨーロッパから近東一帯に設置されるようになった。アレクサンドリアにはアラビア人の商館、ヴェネツィアにはドイツ人の商館が設置された。ドイツ・ハンザ同盟のコントール（Kontor）、南ドイツのカウフハウス（Kaufhaus)も同様の施設である。ハンザ同盟が設置したロンドンのスティールヤードやノヴゴロドの聖ペテル館はよく知られていた。大航海時代以後にはアジア各地に商館が設置された。ポルトガルによるゴア・マカオの商館や、オランダの長崎商館、イギリスの広州・上海商館などはその代表例である。ヨーロッパでは19世紀の自由貿易の台頭によって商館の意義は薄れて消滅していくが、アジア・アフリカでは以後もインドや中国、開国以後の日本の開港地などをはじめとして各地に設置され、先進国による海外進出の拠点として機能した。